# نبات عابر

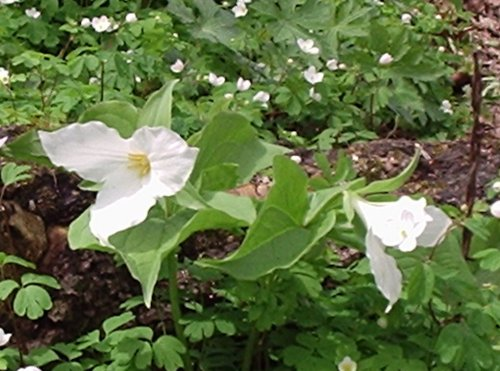
نوعان من النباتات العابرة في الغابات المتساقطة في أمريكا الشمالية

النباتات العابرة (بالإنجليزية: ephemeral plant)، هو نبات يتميز بدورة حياة قصيرة. كلمة عابر تعني مؤقت أو يتلاشى بسرعة. فيما يتعلق بالنباتات، فإنه يشير إلى العديد من استراتيجيات النمو المتميزة. يُشير أيضاً إلى النباتات المعمرة التي تظهر بسرعة في الربيع وتموت مرة أخرى إلى أجزائها الجوفية بعد فترة نمو وتكاثر قصيرة. وتشير كذلك إلى النباتات التي يتم تكييفها للاستفادة من الفترات الرطبة القصيرة في المناخات القاحلة. في المناطق التي تتعرض لاضطرابات بشرية متكررة، مثل الحرث، تعتبر النباتات النباتات المتواجدة فيها نباتات قصيرة العمر للغاية ولا تستغرق دورة حياتها بأكملها سوى أقل من موسم نمو. في كل حالة ، يكون للأنواع دورة حياة موقوتة لاستغلال فترة قصيرة عندما تكون الموارد متاحة مجانًا.